# قبأ الصحراء الألتي
قبأ الصحراء الألتي (باللاتينية: Eremopoa altaica) نوع نباتي عشبي ينتمي إلى جنس قبأ الصحراء من الفصيلة النجيلية. سمي نسبة إلى جبال ألتاي في قازاخستان.

## الموئل والانتشار
موطن هذا النبات بلاد الشام ومصر وتركيا والقوقاز وآسيا الوسطى.

## مرادفات للاسم العلمي
- (باللاتينية: Aira altaica Trin.)